# マロニエゲート銀座1
マロニエゲート銀座1は、東京都中央区銀座二丁目に所在する商業施設。運営は読売新聞東京本社の委託を受けた三菱地所プロパティマネジメント。

## 概要
名称の由来は所在地である「銀座マロニエ通り」の入り口に位置することと新しい出会い・発見の「GATE（ゲート）」。
中央区銀座二丁目のマロニエゲート銀座2&3（旧プランタン銀座）の隣にある商業施設で、2007年9月に33店舗でオープンした。開業当初は当施設のみでマロニエゲートと呼称した。施設所有者である読売新聞東京本社が、2017年1月1日に旧プランタン銀座の本館及びアネックスをマロニエゲートに統合した。そのため、当施設をマロニエゲート銀座1と改称した。
建物は、銀箔細工や鍛金などの伝統工芸に見られる日本文化特有の「にじみ」の表現を近代的なガラスカーテンウォールの内側に施し、銀座らしい伝統と新しさの共存したものとなっている。
商業テナントは、当時銀座初出店となったハンズが5階から9階までを占め、新提案型のライフスタイルショップとして営業している。その他、ユナイテッドアローズをはじめ、レディス・メンズを共に扱うショップが多くなっている。
10階から12階の飲食フロアは、銀座の夜景を眺めることができる。

## 施設構成
地上12階、地下4階、高さは約56メートル。

### 主な入居店舗
ファンションフロア（B1F/1F/2F/3F/4F）・ハンズフロア（5F/6F/7F/8F/9F）・レストランフロア（10F/11F/12F）の大きく3つに分かれている。
ファッションフロアにはzoffやユナイテッドアローズなどが入っている。

## アクセス
- JR山手線・京浜東北線 有楽町駅 中央口より徒歩4分
- 東京メトロ有楽町線 銀座一丁目駅 4番出口より徒歩2分
- 東京メトロ丸ノ内線・銀座線・日比谷線 銀座駅 C8出口より徒歩3分[3]